# Мермут
Мермут (нім. Mermuth) — громада в Німеччині, розташована в землі Рейнланд-Пфальц. Входить до складу району Рейн-Гунсрюк. Складова частина об'єднання громад Еммельсгаузен.
Площа — 4,92 км2. Населення становить 239 ос. (станом на 31 грудня 2020).